# Ko Arima
Ko Arima (japonsko 有馬 洪), japonski nogometaš, 22. avgust 1917.
Za japonsko nogometno reprezentanco je odigral tri uradne tekme.